# 오오메츠케
오오메츠케(일본어: 大目付 おおめつけ[*])는 에도 막부 및 여러 번들의 관직 중 하나이다. 이전에는 소우메츠케 (일본어: 惣目付 そうめつけ[*]), 다이칸사츠 (일본어: 大監察 だいかんさつ[*])라고도 불렸다.

## 에도 막부에서의 직무
오오메츠케는 다이묘ㆍ고가 및 조정을 감시하여, 이들의 역모로부터 막부를 지키는 감찰관 역할을 하였다. 간에이 9년 (1632년) 12월 17일, 야규 무네노리, 아키야마 마사시게, 미즈노 모리노부, 이노우에 마사시게 등 4명을 임명한 것이 시작이었다. 또 설치 초기에는 소우메츠케 (惣目付)라고 불렸다.
당초에는 고쿠다카 3천석에서 5천석 급의 하타모토 중에서 선임되어, 하타모토의 관직 중에서도 소바슈, 루스이, 반가시라에 준하는 최고위로 여겨졌다. 그리고 하타모토이면서 10000석 급 (다이묘)을 감시함으로써 그 재임 중에는 다이묘와 동등하게 10000석 급의 녹봉을 부여받아 "○○노카미"의 관위가 서임되었다.
에도 시대 중기가 되면, 종래의 감찰관으로써의 색채보다 전령 (막부의 명령을 전국의 다이묘에게 전달하는 역)이나 덴츄 (에도성 안)에서의 의례관으로서의 색채가 짙어져 명예직ㆍ한직으로 간주하게 되어, 마치부교나 칸죠부교를 맡았던 하타모토가 노년에 와서 맡게 되는 직책이 되었다. 또한 겸대라 하여 도츄부교ㆍ슈몬아라타메ㆍ텟포아라타메 등 5개 역을 겸임하였다.
녹봉은 3천석으로 막부에서는 직제 상으로는 로쥬의 관할 지배하로 여겨졌다. 칸분 5년 (1665년)에 역료제도가 출범한 다음 해에 역고는 1000 가마로 정해졌다. 덴나 2년 (1682년)에 역료제도가 폐지되자 녹봉을 그대로 지행고에 추가하게 되었다.
겐로쿠 5년 (1692년)에 역료제도가 부활되었고, 이때 제도에서는 오오메츠케의 녹봉은 3천석으로 정해져 녹봉이 3천석 이하인 지행자에게만 700 가마가 지급되었다.
정원은 정하지 않았고, 이에미츠 ~ 이에츠나 시기에는 2~3명, 츠나요시 ~ 이에시게 시기에는 3~4명, 이에하루 ~ 이에요시 시기에는 4~5명이며, 가케 신설 등에 의해서도 설치 인원은 변화하였다. 도츄부교를 겸대하는 오오메츠케는 필두격으로, 교토쇼시다이, 오사카 죠다이 등과 마찬가치로 쇼군을 대리하는 입장이었다.

## 주요 에도 막부 오오메츠케
- 야규 무네노리 (1632년 - 1636년)
- 미즈노 모리노부 (1632년 - 1636년)
- 아키야마 마사시게 (1632년 - 1640년)
- 이노우에 마사시게 (1632년 - 1658년)
- 나카네 마사모리 (1635년 - 1666년)
- 카가츠메 타다스미 (1640년 - 1641년)
- 호죠 우지나가 (1655년 - 1670년)
- 타카기 모리히사 (1659년 - 1676년)
- 오오오카 타다타네 (1670년 - 1681년)
- 와타나베 츠나사다 (1673년 - 1681년)
- 히코사카 시게아키라 (1679년 - 1697년)
- 사카모토 시게하루 (1681년 - 1682년)
- 타카기 모리카츠 (1682년 - 1699년)
- 모리야마 나오모리 (1684년 - 1687년)
- 미즈노 모리마사 (1685년 - 1687년)
- 토도 요시나오 (1688년 - 1706년)
- 오다기리 나오토시 (1692년 - 1706년)
- 센고쿠 히사나오 (1695년 - 1719년)
- 쇼다 야스토시 (1699년 - 1701년)
- 오리이 마사타츠 (1701년 - 1712년)
- 마츠마에 요시히로 (1703년 - 1705년)
- 코마기네 마사카타 (1732년 - 1747년)
- 이시노 노리타네 (1737년)
- 이노우 마사타케 (1738년 - 1744년)
- 마츠나미 마사하루 (1739년 - 1744년)
- 코우노 미치타카 (1742년 - 1749년)
- 이시코 마사토모 (1744년 - 1754년)
- 미즈노 타다노부 (1744년 - 1747년)
- 오오이 미츠히데 (1756년)
- 마가리부치 히데치카 (1757년 - 1758년)
- 이케다 마사토모 (1758년 - 1775년)
- 요다 마사츠구 (1769년)
- 오노 쿠니요시 (1771년 - 1783년)
- 마츠다이라 타다사토 (1773년)
- 히사마츠 타다야스 (1781년 - 1785년)
- 안도 타다요시 (1782년)
- 마키노 시게카타 (1784년 - 1791년)
- 마츠라 노부키요 (1787년)
- 쿠와하라 모리카즈 (1788년 - 1798년)
- 이케다 나가시게 (1795년 - 1800년)
- 나카가와 타다테루 (1806년 - 1820년)
- 미즈노 타다유키 (1810년 - 1823년)
- 아리타 사다카츠 (1812년)
- 마가리부치 케이로 (1820년)
- 이와세 우지타다 (1820년)
- 오다 노부토키 (1822년 - 1831년)
- 사카키바라 타다유키 (1836년 - 1837년)
- 카미오 모토타카 (1837년)
- 아토베 요시스케 (1839년 - 1841년, 1855년 - 1856년)
- 마츠다이라 마사마와 (1841년)
- 토오야마 카게모토 (1844년 - 1845년)
- 후카야 모리후사 (1844년 - 1854년)
- 와타나베 테루츠나 (1844년)
- 토키 요리무네 (1845년 - 1846년, 1855년 - 1858년)
- 호리 토시카타 (1845년 - 1858년)
- 이케다 나가히로 (1846년 - 1853년)
- 이도 히로미치 (1853년 - 1855년)
- 츠츠이 마사노리 (1854년 - 1857년)
- 이도 사토히로 (1856년 - 1858년)
- 이자와 마사요시 (1856년 - 1857년, 1858년 - 1863년)
- 이케다 요리카타 (1857년 - 1858년)
- 쿠가이 마사노리 (1858년 - 1860년)
- 오가사와라 나가츠네 (1860년)
- 야마구치 나오노부 (1860년)
- 사카이 타다유키 (1862년)
- 코마이 토모아츠 (1862년, 1864년, 1866년)
- 아사노 우지스케 (1862년 - 1863년)
- 오카베 나가츠네 (1862년 - 1863년)
- 마츠다이라 마사유키 (1862년 - 1864년)
- 츠다 마사미치 (1863년)
- 오오쿠보 타다사토 (1863년 - 1864년)
- 와타나베 타카츠나 (1863년 - 1864년)
- 마츠다이라 야스마사 (1863년 - 1864년)
- 츠치야 마사나오 (1864년)
- 마츠다이라 야스히데 (1864년)
- 네기시 모리이사무 (1864년)
- 나가이 나오유키 (1864년 - 1865년, 1865년 - 1867년)
- 쿠로카와 모리야스 (1864년 - 1867년)
- 타키가와 토모타카 (1864년 - 1868년)
- 아리마 노리아츠 (1864년 - 1868년)
- 토가와 야스치카 (1865년 - 1866년)
- 카와카츠 히로카즈 (1865년 - 1867년)
- 우메자와 마고타로 (1867년 - 1868년)
- 야마오카 타카유키 (텟슈) (1868년)
- 오다 노부시게 (이즈미) (1868년)
- 고우하라 요시마사 (1868년)